# Fenimorea pagodula
Fenimorea pagodula é uma espécie de gastrópode do gênero Fenimorea, pertencente a família Drilliidae.